# 相扑大力士
相扑大力士（英語：Super Duper Sumos）是由DIC娱乐公司和阿美科娱乐公司于2002年联合制作的动画系列。编剧负责人为凯文·奥唐纳（英語：Kevin O'Donnell）和文森特·阮（英語：Vincent Nguyen）。曾在nickelodeon頻道播了26集，後來引進台灣在迪士尼播出。
劇情講述在傑洛市里，三位相撲力士住在一間公寓裡，但有一個叫壞蛋企業（bad inc）的犯罪組織，目的是想摧毀傑洛市。每當壞蛋企業放怪物要摧毀傑洛市，三位相撲力士就會變身成超級相撲力士來戰鬥。 